# Jesco von Puttkamer (homme politique)
Ne doit pas être confondu avec Jesco von Puttkamer (général).
Franz Ewald Jesco von Puttkamer (né le 26 août 1841 à Berlin et mort le 11 septembre 1918 à Nippoglense) est un fonctionnaire et un homme politique conservateur prussien.

## Biographie
Il est issu de la famille Puttkamer et est le fils de l'avocat et homme politique Eugen von Puttkamer, qui est haut président de la province de Posnanie de 1851 à 1860. Il se marie deux fois. Le premier mariage donne deux fils et une fille.
Puttkamer est diplômé du lycée de Wittemberg et étudie le droit à Heidelberg et à Berlin. Puis il entre dans la fonction publique prussienne. En 1869, il est évaluateur du gouvernement à Potsdam. Il participe aux guerres de 1866 et 1870/71 en tant que soldat. Son grade militaire le plus élevé est major dans la réserve. À partir de 1872, il est administrateur (de) de l'arrondissement de Lübben (de). En 1881, il est nommé directeur de l'État prussien de Waldeck-Pyrmont à Arolsen. À ce titre, il est également le représentant de l'État au Conseil fédéral. Entre 1884 et 1888, il est vice-président du gouvernement et vice-président en chef à Coblence, et de 1888 à 1890 président du district de Coblence. Entre 1890 et 1902, il est président de district de Francfort . Quand il préconise le mariage civil facultatif en 1896, il est réprimandé pour cela. Il hérite des manoirs de Nippoglense et Gallensow dans l'arrondissement de Stolp. Il convertit la propriété en fidéicommis.
Entre 1877 et 1881, Puttkamer est député du Reichstag. De 1889 à 1891, il est membre du Parti conservateur allemand à la Chambre des représentants de Prusse Il est président de la coopérative familiale. Lors de la présentation de l'Association de la famille poméranienne von Puttkamer, Jesco von Puttkamer est nommé membre de la chambre des seigneurs de Prusse à vie en 1905.
À partir de 1900, Puttkamer est récipiendaire du ruban de Corps (de) du Saxo-Borussia.